# Tepper Aviation

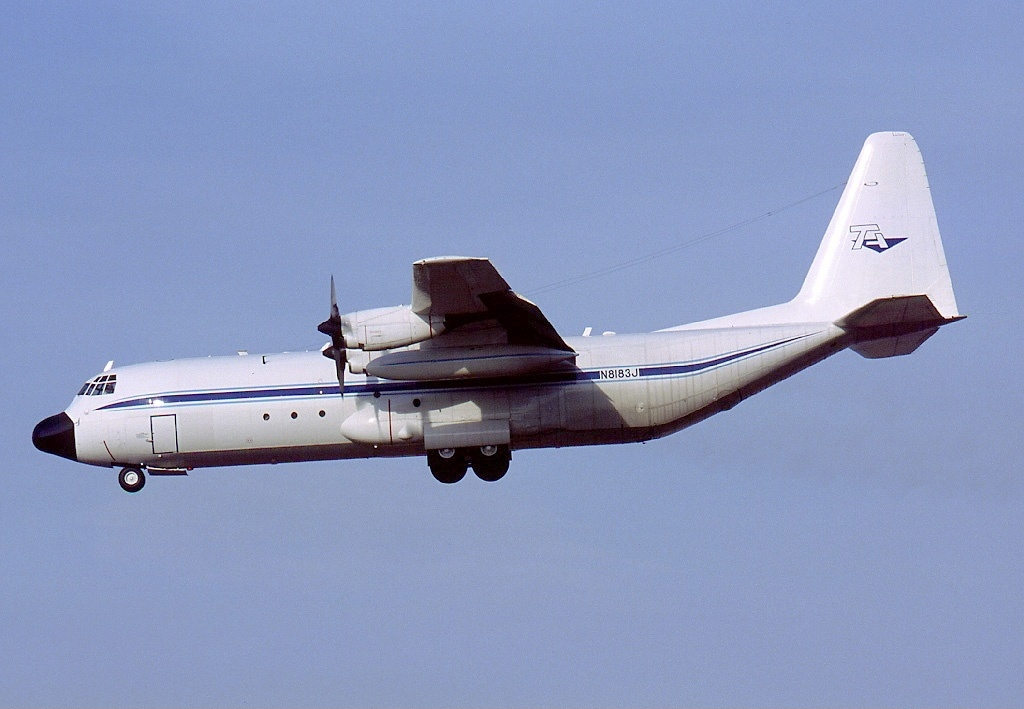
En av deras Lockheed L-100-30 Hercules under landning på Frankfurt Mains flygplats den 19 januari 2003.

Tepper Aviation, Inc. är ett amerikanskt privat flygbolag som bland annat transporterar gods till kunder världen över. De är en av världens största civila operatörer av flygplanet Lockheed L-100 Hercules.
Från 1987 när företaget bildades och till början av 1990-talet rapporterades det om Tepper var en frontorganisation för den amerikanska underrättelsetjänsten Central Intelligence Agency (CIA) och flög in krigsmateriel till den angolanska rebellrörelsen União Nacional para a Independência Total de Angola (Unita) för att bekämpa José Eduardo dos Santos regering som var då lagd åt marxismen. På 2000-talet har Tepper varit ihopkopplade med CIA:s extraordinära överlämningar, där misstänkta terrorister transporteras till CIA:s olika hemliga fängelser och förhörsanläggningar i Afghanistan, Egypten, Irak och Uzbekistan.
De har sitt huvudkontor på Bob Sikes Airport i Crestview i Florida. De heter sedan oktober 2016 Gulf Air Group, Inc.